# Excelsior (problema de ajedrez)
|       |       |       |       |       |       |       |       |    |  |
|       | a8 nd | b8    | c8 rd | d8 bd | e8    | f8    | g8    | h8 |  |
| a7    | b7 pd | c7    | d7    | e7    | f7 pd | g7    | h7 pd |    |  |
| a6    | b6 pd | c6    | d6    | e6    | f6    | g6    | h6    |    |  |
| a5    | b5 rl | c5    | d5    | e5    | f5    | g5    | h5 kl |    |  |
| a4    | b4    | c4    | d4    | e4    | f4    | g4    | h4    |    |  |
| a3 pd | b3    | c3    | d3    | e3 pd | f3    | g3 pl | h3 nl |    |  |
| a2    | b2 pl | c2 pl | d2    | e2 rl | f2    | g2    | h2    |    |  |
| a1 nl | b1    | c1    | d1    | e1    | f1    | g1    | h1 kd |    |  |
|       |       |       |       |       |       |       |       |    |  |

"Excelsior" es uno de los problemas de ajedrez más famosos creado por Sam Loyd, fue originalmente publicado en el London Era en 1861. El nombre del problema está tomado del poema "Excelsior" de Henry Wadsworth Longfellow.
Loyd tenía un amigo que se vanagloriaba de poder adivinar siempre qué pieza daría el jaque mate en un problema de ajedrez. Por ello Loyd inventó este problema como una broma y desafió a su amigo a que no sería capaz de elegir una pieza que no fuera capaz de dar mate (su amigo inmediatamente identificó al peón b2 como el que era menos probable de dar mate), sin embargo como se muestra en la solución Loyd logra dar mate en cinco jugadas con el peón que inicialmente estaba en la posición b2. Cuando el problema se publicó fue con la instrucción de que el mate de las piezas blancas debía ser dado por "la pieza o peón menos probable".

## Solución
La solución es:
1. b4
Amenazando Tf5 y Tf1 mate. Las blancas no pueden comenzar con 1. Tf5 porque si no las negras 1.... Tc5 inmovilizaría a la Torre.
1. ...Tc5+ 2. bxc5
Amenazando Tb1 mate.
2. ...a2 3. c6 
Con la misma amenaza que en el primer movimiento.
3. ...Ac7 
Porque tanto Td5 como Tf5 están amenazadas; las movidas alternativas 3.... Af6 y 3.... Ag5 solo ofrecerían defensa contra una o la otra.
4. cxb7 Axg3
5. bxa8=D mate (o bxa8=A mate).
El mate es dado por el peón que se encuentra inicialmente en b2.
Todo problema que incluye un peón que se mueve desde su casilla inicial hasta su coronación en el curso de la partida se dice hoy que es del tipo Excelsior.